# Шатель-Сен-Жермен
Шатель-Сен-Жермен (фр. Châtel-Saint-Germain) — коммуна на северо-востоке Франции, регион Гранд-Эст (бывший Эльзас — Шампань — Арденны — Лотарингия), департамент Мозель. Входит в кантон Арс-сюр-Мозель.

## Географическое положение

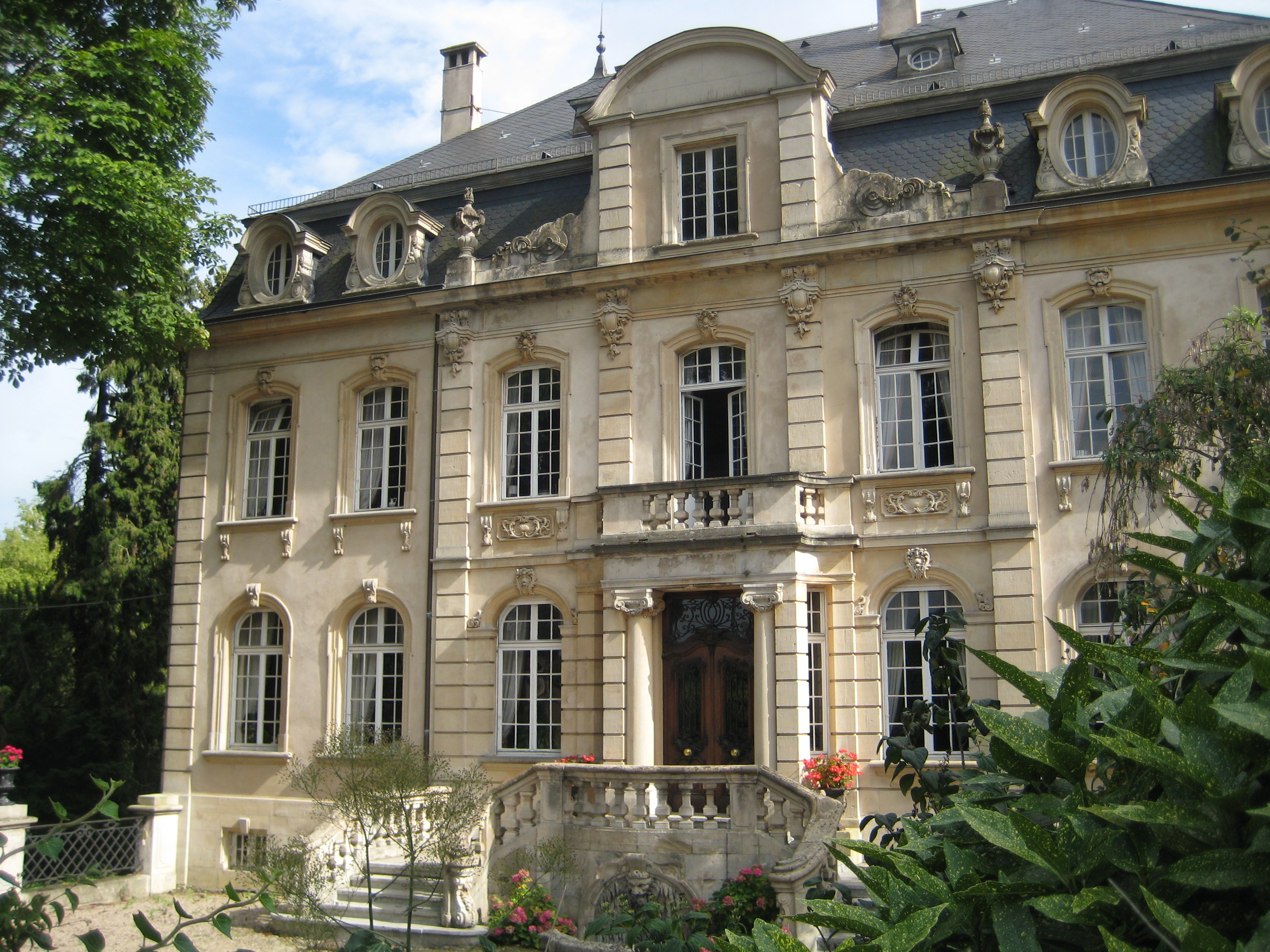
Замок Шаюри (1910—1912).

Шатель-Сен-Жермен расположен в 280 км к востоку от Парижа и в 8 км к западу от Меца.

## История
Холм Сен-Жермен был высшей точкой, с которой просматривалась вся долина и дорога из Меца в Париж. В этом месте людские поселения известны с конца эпохи неолита. Здесь найдены следы железного века, кельтской эпохи. Деревня известна со 2 века. В галло-романскую эпоху здесь были построены оборонительные сооружения.
Позже это стало одним из старейших владений епископа Меца. В 1190—1220 годах было сооружён замок, феод де Шатель.
В 1817 году Шатель-Сен-Жермен был оккупирован и присоединён к Франции.
После поражения Франции во франко-прусской войне 1870—1871 годов вместе с Эльзасом и департаментом Мозель был передан Германии по Франкфуртскому миру, возвращён Францией в 1918 году по Версальскому договору.

## Демография
По переписи 2011 года в коммуне проживало 2 286 человек.

## Достопримечательности
- Археологический участок на холме Сен-Жермен.
- Руины епископского замка (1190—1220), разрушен в 1235 году.
- Замок Шаюри (1910—1912).
- Церковь Сен-Жермен д’Оксерр (1760).